# Bunkr ve Wattenu
Bunkr ve Wattenu (francouzsky Blockhaus d'Éperlecques) je nacistický bunkr z druhé světové války. Nachází se nedaleko Saint-Omeru v severofrancouzském departementu Pas-de-Calais.
Bunkr, vybudovaný nacistickým Německem pod krycím názvem Kraftwerk Nord West (Elektrárna Severozápad) mezi březnem 1943 a červencem 1944, byl původně určen jako odpalovací zařízení pro balistické rakety V-2 (A-4). Bylo navrženo tak, aby pojmulo více než 100 raket najednou a aby jich mohlo být odpáleno až 36 denně.
Součástí zařízení měla být továrna na zkapalněný kyslík a vlakové nádraží odolné bombardování, které by umožňovalo dodávku raket a zásob z výrobních zařízení v Německu. Při jeho výstavbě byly použity tisíce válečných zajatců a totálně nasazených dělníků, kteří byli využíváni jako otrocká pracovní síla.
Bunkr nebyl nikdy dokončen v důsledku opakovaného bombardování britským a americkým letectvem v rámci operace Crossbow. Útoky způsobily značné škody a bunkr se stal pro svůj původní účel nepoužitelným. Část bunkru byla následně dostavěna jako továrna na kapalný kyslík. Počátkem září 1944 byl bunkr dobyt spojeneckými silami, jeho skutečný účel však Spojenci zjistili až po válce. Střely V-2 byly místo toho odpalovány z baterií mobilních odpalovacích zařízení (tzv. Meillerwagen), které byly mnohem méně zranitelné vůči leteckým útokům.
Bunkr je zachován jako součást soukromého muzea, které přibližuje historii místa a německého raketového programu. Od roku 1986 je chráněn francouzským státem jako památka, monument historique.

## Pozadí
Balistickou střelu A-4 (od září 1944 označovanou jako V-2) vyvíjeli Němci v letech 1939 až 1944. Adolf Hitler ji považoval za tzv. Wunderwaffe (zázračnou zbraň) a věřil, že je schopna zvrátit průběh války. Její operační nasazení bylo omezeno několika faktory. Bylo zapotřebí velkých zásob kryogenního kapalného kyslíku (LOX) jako okysličovadla pro pohon střel. LOX se rychle odpařuje, a proto je nutné mít zdroj v přiměřené blízkosti místa odpalu, aby se minimalizovaly ztráty způsobené odpařováním. Německo a jím okupované země v té době neměly dostatečnou výrobní kapacitu pro množství LOX, které bylo nutné pro plnohodnotnou výrobu A-4. Celková výrobní kapacita v letech 1941 a 1942 činila asi 215 tun denně, přičemž na každé odpálení A-4 bylo potřeba asi 15 tun.
Vzhledem k tomu, že střela byla určena k použití proti Londýnu a jižní Anglii, její operační dosah 320 kilometrů znamenal, že odpalovací stanoviště musela být umístěna poměrně blízko Lamanšského průlivu nebo jižního pobřeží Severního moře, tedy v severní Francii, Belgii nebo západním Nizozemsku. To bylo ve snadném dosahu spojeneckého letectva, takže každé stanoviště by muselo být schopné odolat očekávanému leteckému bombardování.

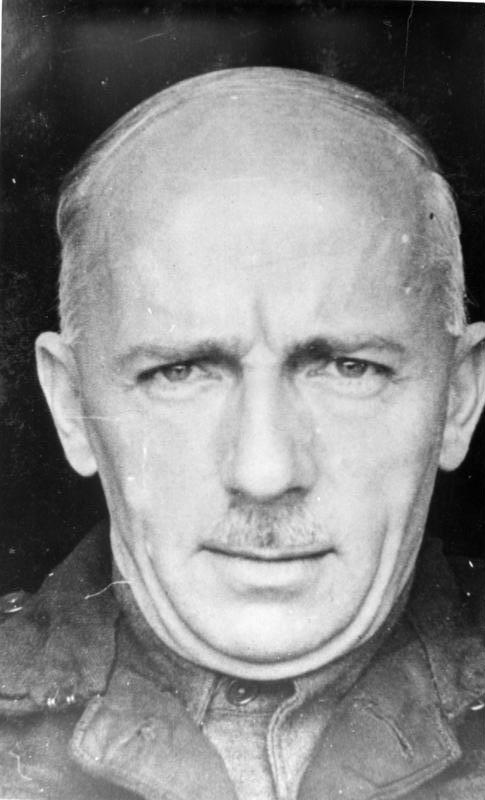
Vedoucím projektu A-4 (V-2) byl Walter Dornberger

Ve studii Waltera Dornbergera, vedoucího vývojového projektu A-4 v armádním výzkumném středisku v Peenemünde, z března 1942, byly navrženy různé koncepce nasazení A-4. Navrhoval, aby střely byly umístěny v silně chráněných pevných stanovištích bunkrové konstrukce podobných masivním ponorkovým kotcům, které se tehdy budovaly v okupované Francii a Norsku. Rakety by v nich mohly být uskladněny, vyzbrojeny, naplněny palivem z výrobny LOX na místě a odpáleny. To přinášelo značné technické výhody: nejenže by se minimalizovaly ztráty LOX, ale zjednodušil by se i složitý proces testování před startem. Bylo by možné udržet vysokou frekvenci střelby, protože zařízení by mohlo účinně fungovat jako výrobní linka, která by na odpalovací rampy posílala stálý tok raket.
Ponorkové kotce a další opevnění Atlantického valu byly vybudovány v letech 1940 a 1941, kdy měli Němci vzdušnou převahu a mohli odrážet spojenecké letecké útoky. V roce 1942 jim tuto výhodu zhatilo armádní letectvo Spojených států, které se začalo v Anglii rozmísťovat v květnu 1942, a značně rozšířené Britské královské letectvo. Německá armáda dávala přednost alternativnímu přístupu, který by využíval mobilní odpalovací rampy zvané Meillerwagen, doprovázené testovacím a tankovacím zařízením umístěným na železničních vagonech nebo nákladních automobilech. Ačkoli tato konfigurace byla mnohem méně efektivní a dosahovala daleko nižší frekvence odpalů, měla velkou výhodu v tom, že pro spojenecké letectvo představovala mnohem obtížnější cíl. Německá armáda nebyla přesvědčena, že by pevné bunkry mohly odolat opakovaným leteckým útokům, a obávala se zejména zranitelnosti silničních a železničních tras k odpalovacím stanovištím, nezbytných pro jejich zásobování raketami a palivem.
V listopadu 1942 Hitler a ministr zbrojního průmyslu Albert Speer diskutovali o možných konfiguracích odpalovacích zařízení a zkoumali modely a plány navrhovaných bunkrů a mobilních odpalovacích zařízení. Hitler rozhodně upřednostňoval variantu bunkrů, ačkoliv dal zelenou i výrobě mobilních odpalovacích zařízení. Byly připraveny dva různé návrhy bunkrů: návrh B.III-2a předpokládal přípravu rakety k odpálení uvnitř bunkru a její následnou přepravu ven na odpalovací rampu, zatímco návrh B.III-2b počítal s vyzdvižením rakety z vnitřku bunkru na odpalovací rampu na střeše.
Speer vydal příkaz, aby dva bunkry byly postaveny konstrukční skupinou Organizace Todt podle „speciálního opevňovacího standardu“ (Sonderbaustärke), který vyžadoval železobetonový strop o tloušťce 5 metrů a stěny o tloušťce 3,5 metru. Bunkry měly být postaveny poblíž pobřeží naproti Velké Británii, jeden na Opálovém pobřeží u Boulogne-sur-Mer a druhý na poloostrově Cotentin u Cherbourgu. Každá z budov by byla schopna vypustit 36 raket denně, měla by dostatečné zásoby raket a paliva na tři dny a obsluhovalo by ji 250 vojáků.

## Design a umístění

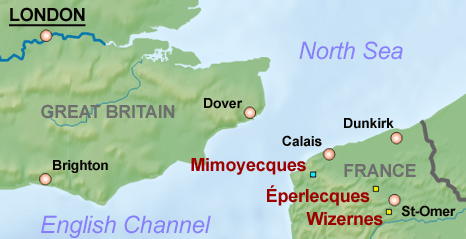
Mapa Pas-de-Calais a jihovýchodní Anglie s vyznačením polohy Wattes a dalších významných lokalit s V-zbraněmi

### Umístění
V prosinci 1942 Speer nařídil důstojníkům a inženýrům z Peenemünde (včetně plukovníka Gerharda Stegmaira, doktora Ernsta Steinhoffa a podplukovníka Georga Thoma), aby procestovali hrabství Artois v severozápadní Francii a našli vhodné místo pro odpalování raket A-4. Vybrané místo se nacházelo západně od městečka Watten, v lese Éperlecques poblíž Saint-Omer v departementu Pas-de-Calais a dostalo krycí název Kraftwerk Nord West (Severozápadní elektrárna).
Lokalita se nacházela v příhodné blízkosti hlavní železniční trati mezi Calais a Saint-Omer, kanálu Aa, hlavních silnic a vedení elektrické sítě. Byla vzdálena pouze 177 km od Londýna a zároveň se nacházela dostatečně hluboko ve vnitrozemí, aby byla v bezpečí před námořními děly, a do jisté míry ji chránil hřeben kopců, který se na severu zvedá do výšky 90 m.

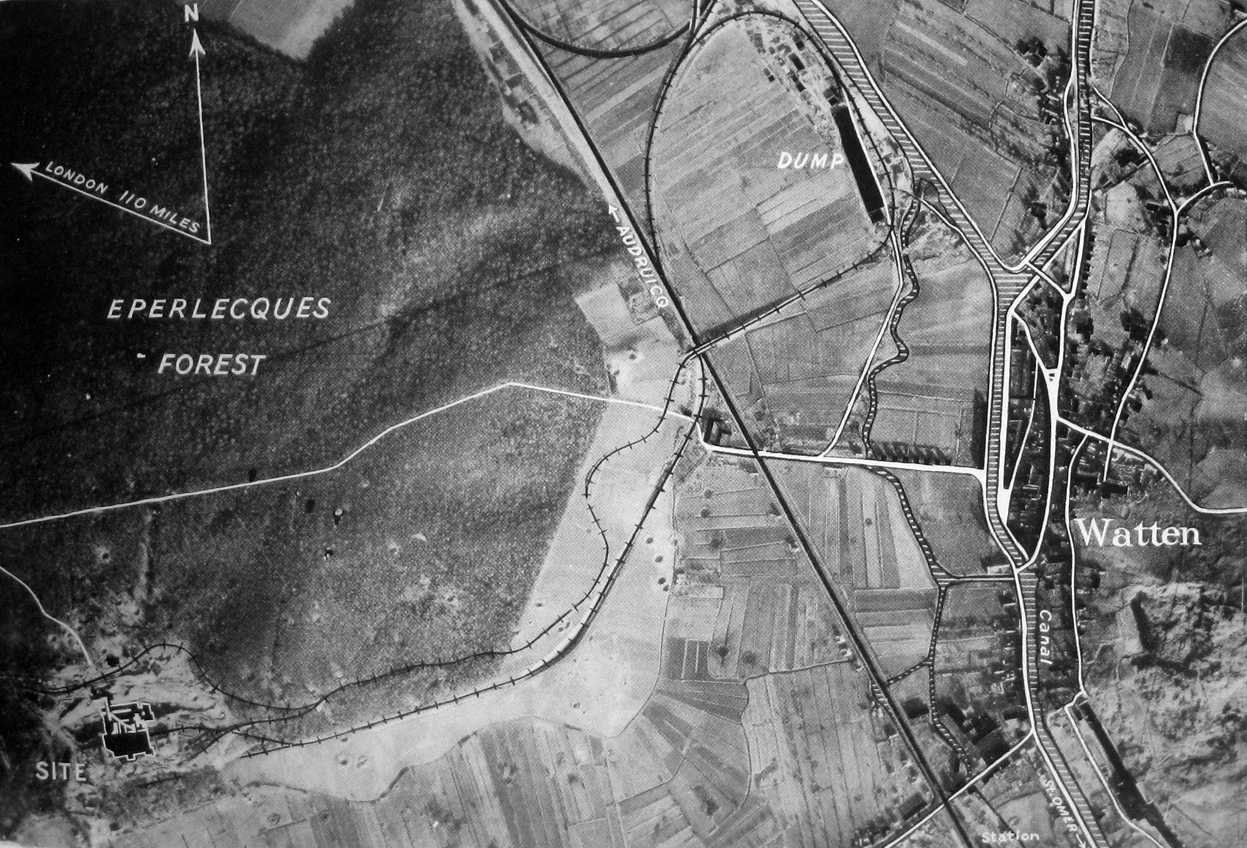
Letecký pohled na oblast Watten-Éperlecques s poznámkami

V nedalekém Saint-Omer se nacházela významná základna Luftwaffe, schopná zajistit protivzdušnou obranu oblasti. V okolí se nacházely také štěrkopískové lomy a cementárny, které by pomohly s obrovským množstvím materiálu, jenž by byl potřebný pro stavební práce. Potřebné množství bylo skutečně velmi značné; na stavbu objektu by bylo zapotřebí 200 000 tun betonu a 20 000 tun oceli. Když si generálmajor americké armády Lewis H. Brereton prohlédl staveniště poté, co bylo obsazeno Spojenci, popsal bunkr jako „rozsáhlejší než všechny betonové stavby, které máme ve Spojených státech, snad s výjimkou přehrady Boulder Dam.“

### Složení bunkru

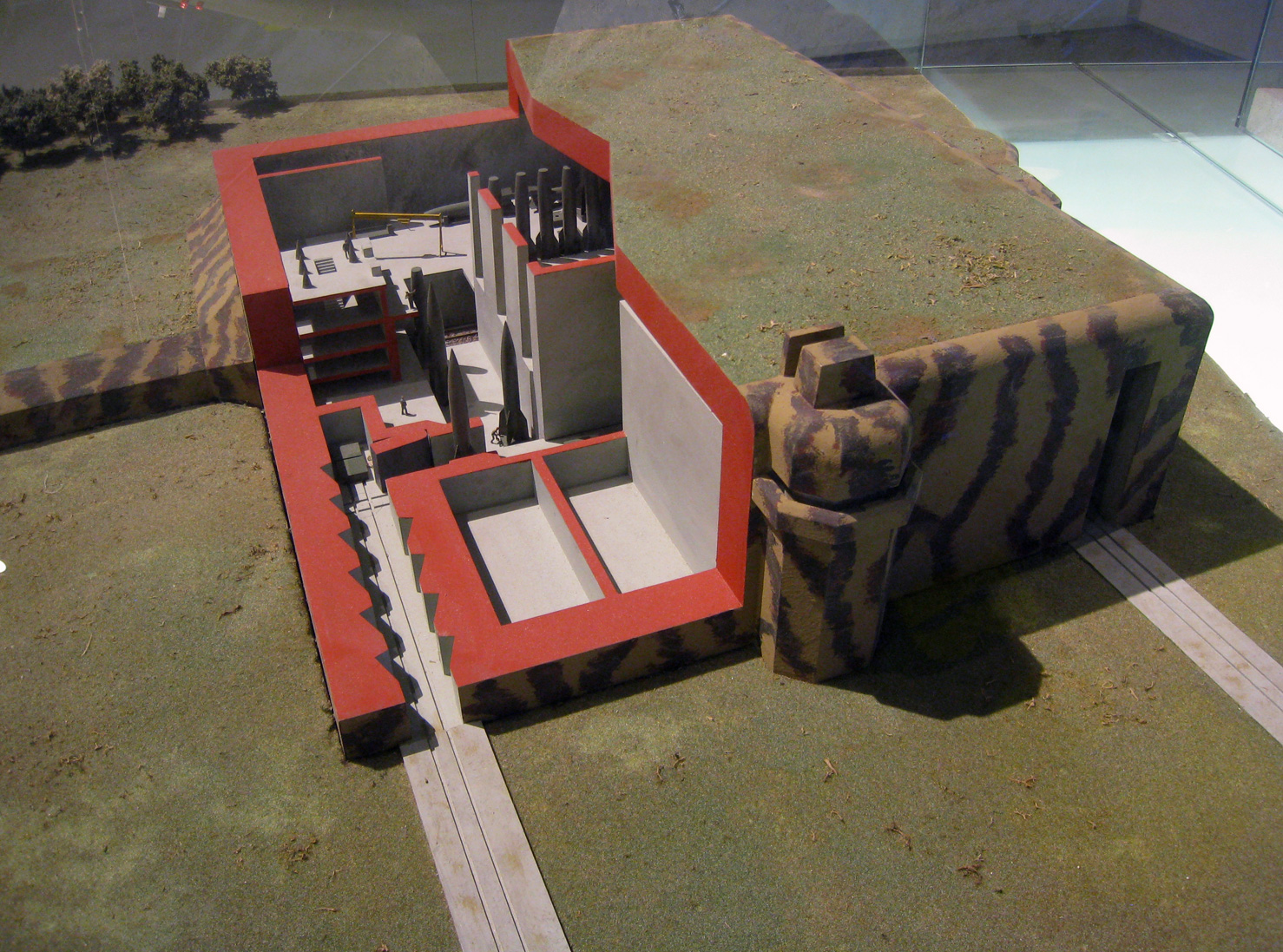
Model bunkru, kdyby byl dokončen a v provozu

Bunkr ve Wattenu měl být postaven podle projektu bunkru B.III-2a, ovšem podstatně větších rozměrů. Němci původně plánovali postavit ve Stenay samostatnou továrnu na LOX, ale od této varianty bylo upuštěno ve prospěch instalace zařízení na výrobu LOX přímo v bunkru.
Bunkr se skládal ze tří hlavních prvků. Hlavní částí byla obří stavba široká asi 92 metrů a vysoká 28 metrů, v níž se nacházel závod na výrobu LOX a pracoviště, kde se měly montovat a připravovat rakety. Jeho stěny byly silné až 7 metrů a pracovní úrovně bunkru klesaly 6 metrů pod zem. V závodě mělo být umístěno pět Heylandtových kompresorů, z nichž každý byl schopen vyrobit asi 10 tun LOX denně. Na místě mělo být v izolovaných nádržích uskladněno asi 150 tun LOX. Zařízení mělo pojmout až 108 raket a dostatek paliva pro zásobování tří dnů střelby. Němci plánovali, že z něj budou odpalovat až 36 raket denně.
Na severní straně budovy se nacházelo opevněné nádraží s normálním rozchodem kolejí, které bylo napojeno na hlavní trať Calais-Saint-Omer pomocí 1,2 km dlouhé vlečky. Střely, hlavice a další komponenty by byly dopravovány na nádraží a na nákladních automobilech převáženy do hlavního prostoru bunkru. Zde měly být rakety smontovány, zvednuty do vertikální polohy, naplněny palivem a odjištěny. Z odjišťovacích hal by byly přesunuty na oba konce budovy otočnými dveřmi vysokými 18 metrů. Vyjížděly by jižní stěnou budovy a po kolejích by se přesouvaly k odpalovacím rampám. Na výstupních portálech nebyly žádné dveře, takže ve výstupní chodbě byly instalovány tzv. šikany, které měly odklonit výbuch odpalovaných raket zvenčí. Na odpalování by se dohlíželo z velitelské věže umístěné uprostřed jižní strany bunkru s výhledem na odpalovací rampy.
Severně od bunkru postavili Němci elektrárnu s výkonem 2000 koňských sil (1,5 MW), která měla být odolná bombardování. Zpočátku byla napájena z hlavní elektrické sítě, ale počítalo se s tím, že bude mít vlastní nezávislý zdroj energie, aby se minimalizovala pravděpodobnost narušení. S komplexem ve Wattenu souviselo také radarové sledovací stanoviště v Prédefinu, 29 kilometrů jižně od Saint-Omeru. Byl zde instalován radarový systém Würzburg, který sledoval trajektorie raket V-2 vypouštěných z Wattenu. Záměrem bylo sledovat trajektorii co nejdéle, aby bylo možné určit přesnost odpálení raket.

## Stavba

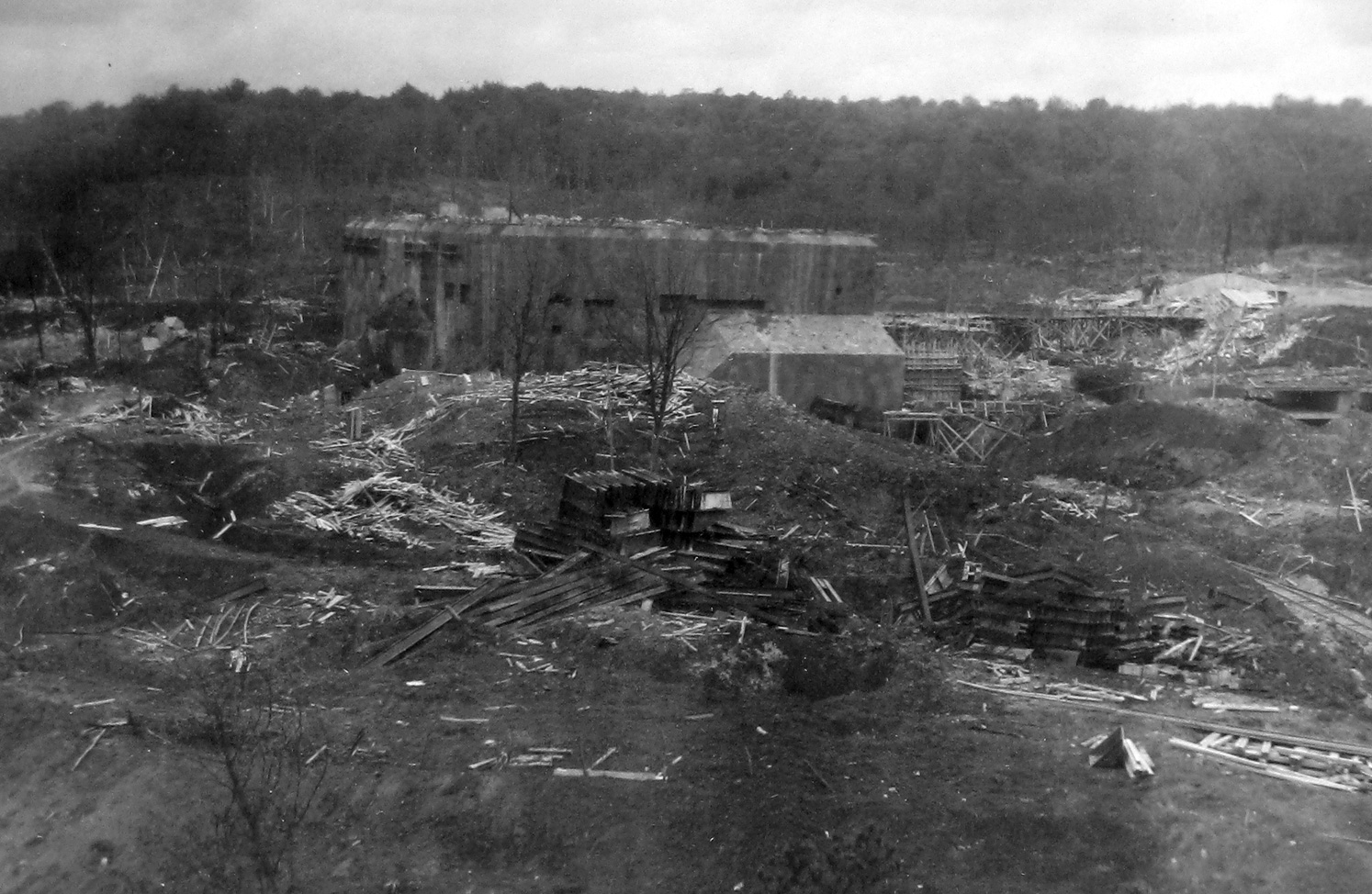
Stavební práce na staveništi Watten, jak je viděl průzkumný let RAF v ultranízké výšce pouhých 30 metrů dne 23. července 1944

V lednu a únoru 1943 vyprojektovali podobu místa inženýři z výzkumného zařízení v Peenemünde a organizace Todt. Dne 25. března 1943 byly stavební plány předloženy Hitlerovi, který dal okamžitě souhlas k zahájení projektu. Zakázku získala stavební firma Holzman & Polanski a 6000 dělníků ze stavebního praporu 434 začalo se stavbou ještě téhož měsíce podle plánů Franze Xavera Dorsche, stavebního ředitele Organizace Todt. Předpokládalo se, že stavba bude hotová do konce července 1943, nikoli však její elektroinstalace a zařízení, a že bude plně funkční k 1. listopadu 1943.
Pracovní sílu tvořila směsice německých specialistů a nuceně odvedených Francouzů ze Service du Travail Obligatoire (STO). Doplňovali je belgičtí, nizozemští, francouzští, polští, čeští a sovětští váleční zajatci a civilní nasazení, kteří byli využíváni jako otrocká pracovní síla. Mezi pracovními silami bylo také mnoho francouzských politických vězňů a španělských republikánů, kteří uprchli do Francie po vítězství Francisca Franca ve španělské občanské válce, ale po jejím obsazení byli internováni Němci. Neněmečtí dělníci žili ve dvou táborech oficiálně známých jako Organisation Todt Watten Zwangsarbeitslager 62 (Tábor nucených prací 62) vzdálených asi 2 km od místa stavby.

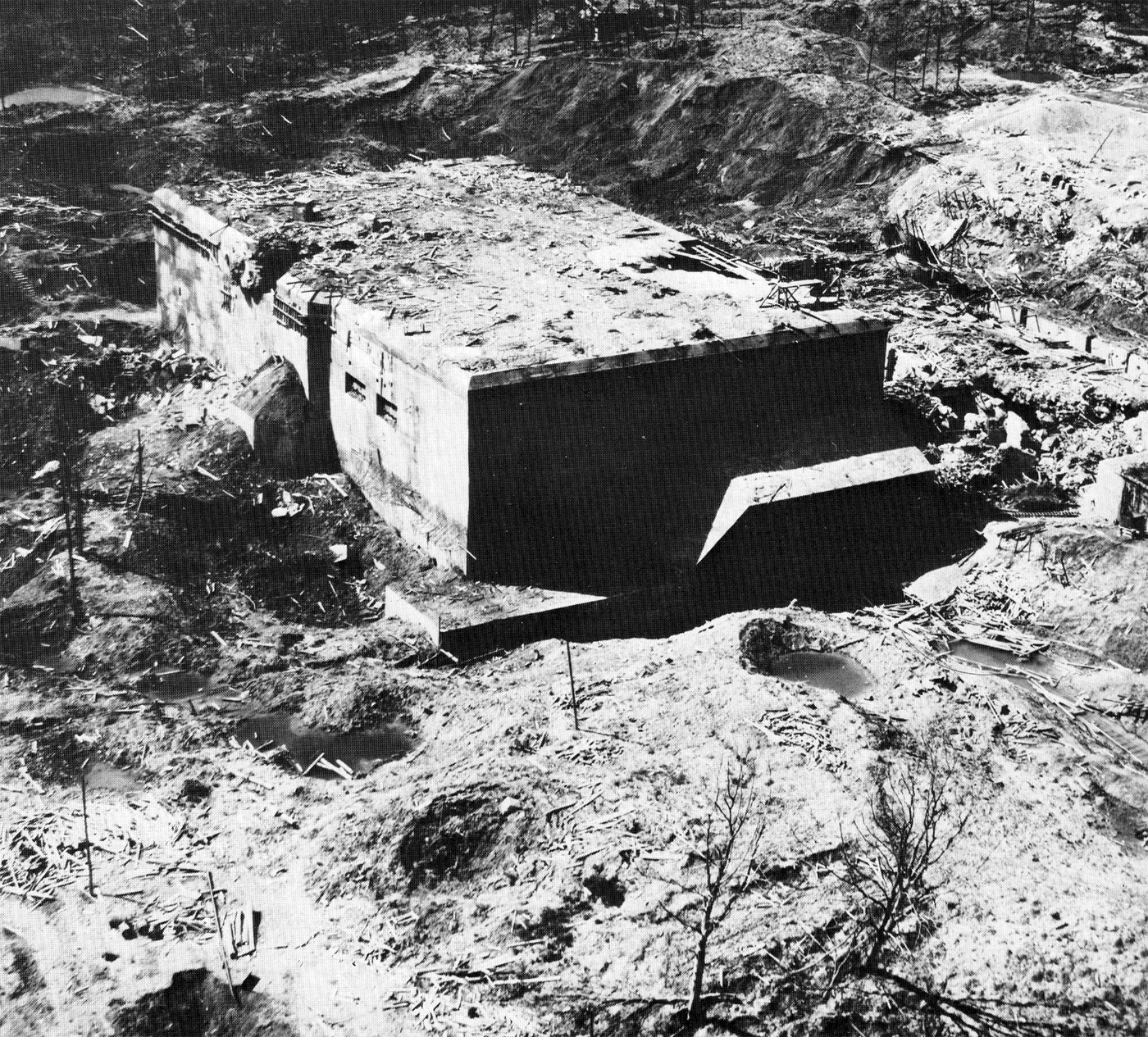
Letecký pohled na bunkr, 1944 nebo 1945

Tábory střežila francouzská civilní policie za pomoci belgických a nizozemských nacistů a ruských válečných zajatců, kteří se dobrovolně přihlásili ke strážní službě. Přestože pokusy o útěk byly trestány okamžitou popravou, docházelo s vnější pomocí až ke třem útěkům denně. Velitel tábora si údajně stěžoval, že by bylo jednodušší „hlídat pytel blech.“ Tábory prošlo v době jejich fungování více než 35 000 zahraničních dělníků.
Dělníci pracovali ve dvanáctihodinových směnách po 3000 až 4000 mužích, přičemž během každé směny měli tři dvacetiminutové přestávky. Práce probíhaly nepřetržitě sedm dní v týdnu, v noci pak pod obřími reflektory. Životní a pracovní podmínky byly mimořádně tvrdé, zejména pro politické vězně a Východoevropany, s nimiž se zacházelo obzvlášť přísně vzhledem k jejich postavení nejpotřebnějších členů pracovní síly. Pro neněmecké dělníky se onemocnění nebo pracovní neschopnost v důsledku zranění rovnala trestu smrti, protože byli buď ponecháni napospas smrti, nebo převezeni zpět do koncentračních táborů, odkud byli přivezeni. Německá komise, která koncem roku 1943 provedla inspekci pracovních táborů v oblasti, se k tomu vyjádřila takto: „Východoevropský dělník je velmi tvrdý. Pracuje na svém místě, dokud nepadne tváří do bahna, a jediné, co zbývá lékaři, je vystavit úmrtní list.“
Ve Wattenu u řeky Aa byla zřízena velké zásobovací skladiště. Na tomto místě se nakonec skladoval materiál potřebný pro všechna stanoviště zbraní V-1 a V-2 v oblasti Saint-Omeru. Stavební materiál se dovážel na člunech a ve vlacích, kde se vykládal na úzkokolejnou železnici v Decauville, odkud se dopravoval na staveniště, kde dnem i nocí pracovaly míchačky na beton. Elektrickou energii zajišťovalo 90kV elektrické vedení vedoucí k transformátoru v Holque severně od Wattenu. Starý lom ve Wizernes s kódovým označením Schotterwerk Nordwest (Štěrkovna severozápad), vzdálený asi 12 km jižně od Wattenu, byl rovněž přeměněn na sklad pro zásobování wattenského objektu.

## Odhalení a útoky spojenců

### Odhalení

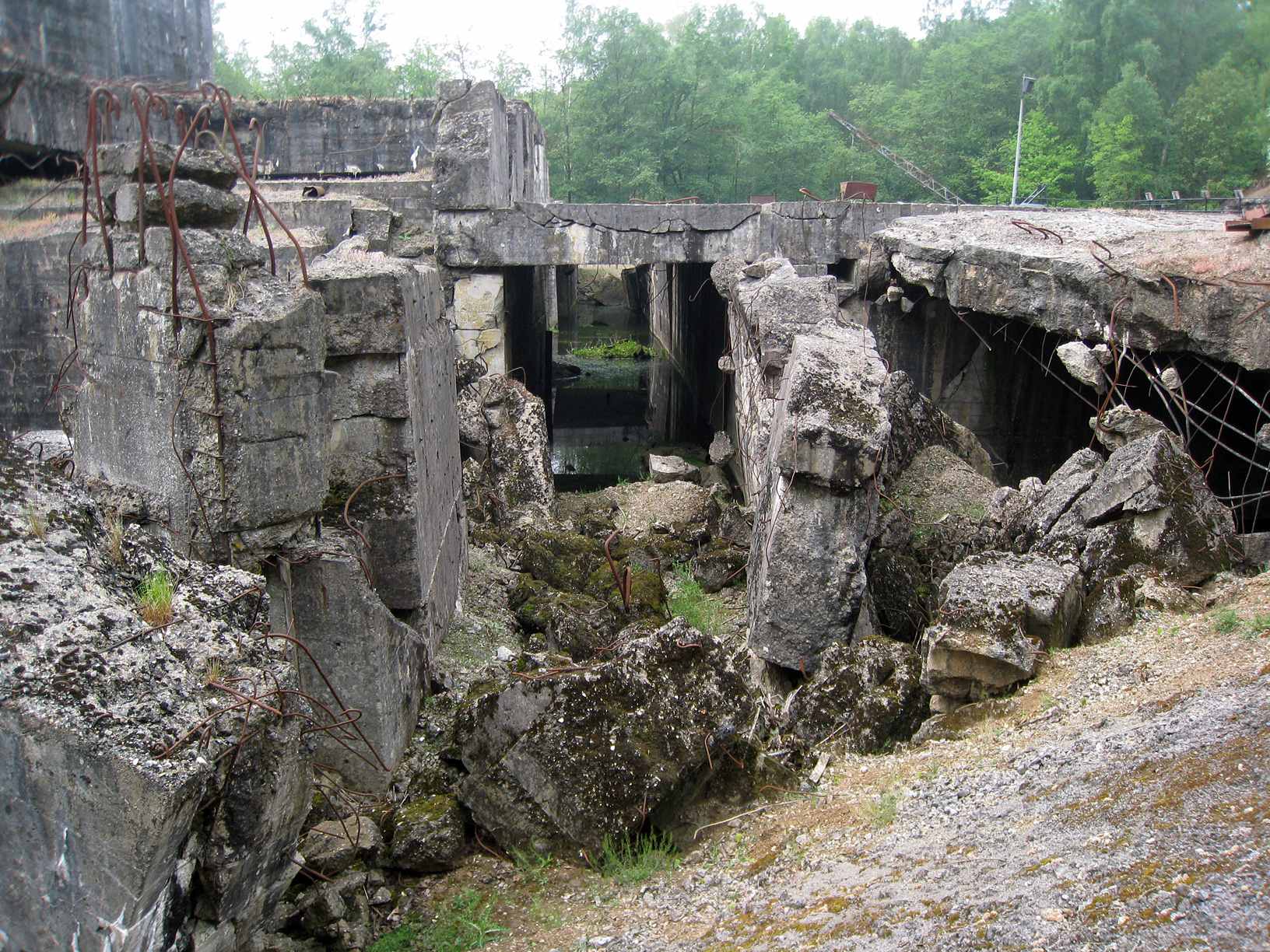
Zbytky opevněného vlakového nádraží v roce 2011

Počátkem dubna 1943 hlásil spojenecký agent, že se v lokalitě Watten hloubí „obrovské zákopy“, a 16. května 1943 zaznamenali spojenečtí fotografičtí průzkumníci při průzkumné misi RAF neidentifikovanou činnost v této lokalitě. Další stavěné objekty byly pozorovány na jiných místech v Pas-de-Calais. Účel těchto stavebních prací byl velmi nejasný; lord Cherwell, vědecký poradce Winstona Churchilla, přiznal, že nemá příliš představu o tom, co jsou „tyto velmi velké stavby podobné dělovým stanovištím“, ale domníval se, že „pokud nepříteli stojí za to, aby si dal tu práci s jejich výstavbou, zdá se, že nám stojí za to, abychom je zničili.“
Koncem května britští náčelníci štábů nařídili, aby byly provedeny letecké útoky na takzvaná „těžká stanoviště“, která budovali Němci. Dne 6. srpna 1943 Duncan Sandys, který stál v čele vysoce postaveného vládního výboru pro koordinaci britské obrany proti německým raketám, doporučil, aby bylo napadeno i stanoviště Watten, a to kvůli pokroku, kterého bylo dosaženo při jeho výstavbě. Britští náčelníci štábů vzali na vědomí, že se uvažuje o denním útoku amerických bombardérů, ale vznesli proti návrhu námitky, protože letecký štáb se domníval, že Watten nemá nic společného s raketami, a myslel, že by místo toho mohlo jít pouze o „chráněnou operační místnost.“

### První nálet
Načasování prvního náletu ovlivnila rada sira Malcolma McAlpinea, předsedy stavební společnosti sira Roberta McAlpinea, který navrhl, aby se na Watten zaútočilo v době, kdy beton ještě tuhne. Dne 27. srpna 1943 zaútočilo na staveniště 187 Boeingů B-17 8. letecké armády USA. Nálet měl ničivé účinky. Obzvláště těžce bylo poškozeno opevněné vlakové nádraží na severní straně bunkru, protože právě to bylo nově vybetonováno. Dornberger později napsal, že po útoku bylo místo „zpustošenou hromadou betonu, oceli, podpěr a prken. Beton ztvrdl. Po několika dnech se kryt nedal zachránit. Jediné, co jsme mohli udělat, bylo zastřešit část a použít ji k jiné práci.“ Bombardování zabilo a zranilo stovky totálně nasazených dělníků na staveništi; ačkoli se Spojenci snažili vyhnout obětem tím, že načasovali nálet na dobu, o níž se domnívali, že je to změna směn, Němci však na poslední chvíli změnili rozvrh směn, aby dosáhli denní pracovní kvóty.
V této době bylo dokončeno pouze 35 % bunkru Watten, který již zjevně nebylo možné využívat jako odpalovací stanoviště, ale Němci stále potřebovali zařízení na výrobu LOX pro zásobování stanovišť V-2 na jiných místech. Po průzkumu místa v září a říjnu 1943 inženýři Organizace Todt zjistili, že severní část objektu je nenávratně poškozena, ale rozhodli se zaměřit na dokončení jižní části, která měla sloužit jako továrna na LOX.
Jeden z inženýrů Organizace Todt, Werner Flos, přišel s nápadem chránit bunkr před bombardováním tak, že postaví od střechy. Ze začátku tak byla postavena betonová deska, položená naplocho na zemi, která byla 5 metrů silná a vážila 37 000 tun. Ta byla postupně zvedána hydraulickými zvedáky a poté podepřena stěnami, které byly stavěny pod ní, jak byla zvedána, a stala se střechou. Vzniklou betonovou jeskyni chtěli Němci využít jako bombám odolnou továrnu na kapalný kyslík. Tloušťka střechy byla zvolena na základě předpokladu, že spojenecké bomby nejsou schopny proniknout do takové hloubky betonu; Němci však nevěděli o britském vývoji seizmických bomb.

### Další stavba a obsazení
Hlavní pozornost Němců se místo toho soustředila na Schotterwerk Nordwest, bývalý lom v nedalekém Wizernes, kde probíhaly práce na výstavbě bombám odolného skladu V-2. Tento projekt byl rozšířen tak, aby se lom stal pevným odpalovacím zařízením. Byly uvedeny v život plány na vybudování obrovské betonové kupole (nyní přístupné veřejnosti jako muzeum La Coupole) pod níž by se v síti tunelů plnily rakety palivem a výzbrojí, než by byly převezeny ven k odpálení. Spojenci provedli další těžké bombardování jak na objekty ve Wattenu, tak ve Wizernes, přičemž samotné budovy byly zpočátku zasaženy jen málo, ačkoli železniční a silniční síť v jejich okolí byla systematicky ničena. V roce 1952 byly v lomech objeveny další bomby.
Dne 3. července 1944 dalo Oberkommando West svolení k zastavení výstavby na obou místech, která byla natolik narušena bombardováním, že práce nemohly dále pokračovat. O tři dny později se spojeneckému náletu podařilo zničit vnitřek bunkru ve Wattenu bombou Tallboy, která strhla část střechy. Nakonec 18. července 1944 Hitler nařídil, že plány na odpalování raket z bunkrů se již nemusí realizovat. Dornbergerův štáb následně rozhodl pokračovat v menší výstavbě ve Wattenu „pro účely zmatení nepřítele“. Samotný areál byl nyní zbytečný, což Němci uznali, když jej posměšně pojmenovali Betonová hrouda, a generátory kapalného kyslíku a stroje byly přemístěny do továrny Mittelwerk V-2 ve středním Německu, daleko od spojeneckých bombardérů.
Areál ve Wattenu byl 4. září 1944 dobyt kanadskými jednotkami. Němci jej evakuovali o několik dní dříve a odstranili čerpadla, která pumpovala vodu z jeskynního podzemí; nedlouho poté je začala zaplavovat voda. Tím se značná část bunkru stala pro Spojence nepřístupnou.

## Následné šetření a využití

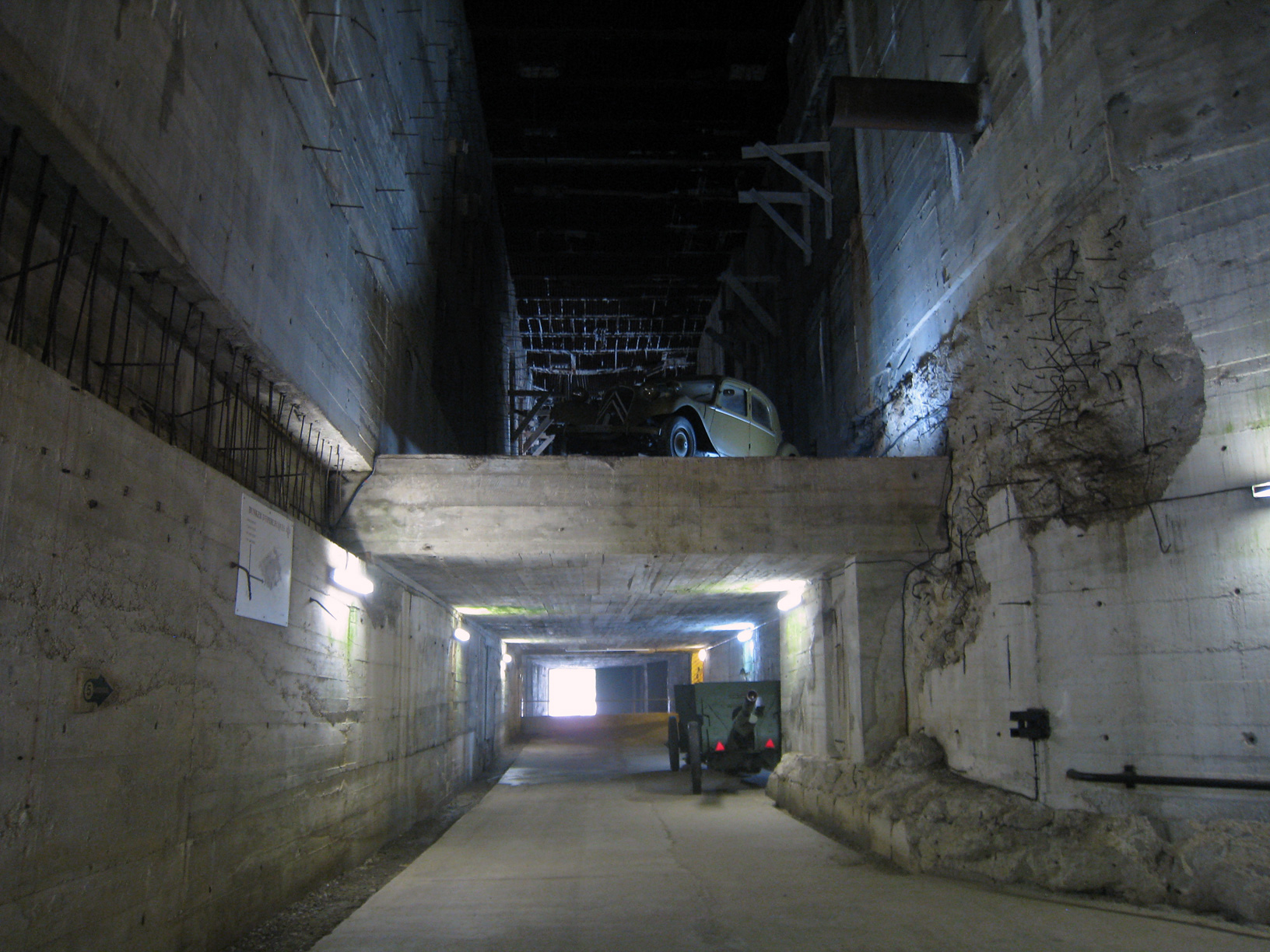
Interiér 16 m vysoké servisní haly. Tudy se přesouvaly rakety V-2 na cestě k odpalovacím rampám. Úroveň podlahy byla v posledních letech zvýšena, aby se zabránilo zaplavení; původně zde měla vést železniční trať.

Bunkr si 10. září 1944 prohlédl francouzský atomový vědec Frédéric Joliot-Curie v doprovodu Sandyse. Po této návštěvě Sandys nařídil technické misi pod vedením plukovníka Terence Sanderse, aby prozkoumala místa v Mimoyecques, Siracourtu, Wattenu a Wizernes. Sandersova zpráva byla předložena válečnému kabinetu 19. března 1945.
Navzdory obsazení Wattenu nebylo v té době ještě známo, k čemu bylo toto stanoviště určeno. Sanders poznamenal, že „účel objektů nebyl po celou dobu intenzivního průzkumu a útoku nikdy znám.“ Na základě nálezu velkých hliníkových nádrží instalovaných v hlavní části bunkru vyslovil názor, že Němci jej zamýšleli využít jako továrnu na výrobu peroxidu vodíku pro použití při plnění raket V-1 a V-2. Vyloučil možnost, že by mohl sloužit k výrobě LOX, a dospěl k mylnému závěru, že „objekt neměl žádnou útočnou úlohu.“ Uvedl proto, že (na rozdíl od objektů Mimoyecques a Wizernes) bunkr ve Watten nepředstavuje žádnou hrozbu pro bezpečnost Spojeného království, a „není tedy z tohoto důvodu nezbytně nutné zajistit zničení jeho provozních prostor.“
V únoru 1945 se Spojenci znovu zaměřili na bunkr, tentokrát za účelem testování nově vyvinuté bomby CP/RA Disney, která byla navržena tak, aby zdvojnásobila běžnou dopadovou rychlost, a tím zvýšila průbojnost střely. Místo bylo vybráno pro účely testování v říjnu 1944, protože mělo největší přístupný vnitřní prostor ze všech zvažovaných cílů a bylo nejdále od obydleného města.
Dne 3. února 1945 shodil letoun B-17 osmého amerického letectva na bunkr ve Watten bombu Disney a zaznamenal zásah nad částí stěny, ale výsledky byly neprůkazné a letectvo nebylo schopno určit, jak dobře bomba pronikla betonem. Ačkoli byly bomby Disney několikrát operačně použity, zavedení této zbraně přišlo příliš pozdě na to, aby mělo nějaký význam pro válečné úsilí. V lednu 2009 bylo tělo bomby Disney vytaženo ze střechy.

## Ochrana a současnost

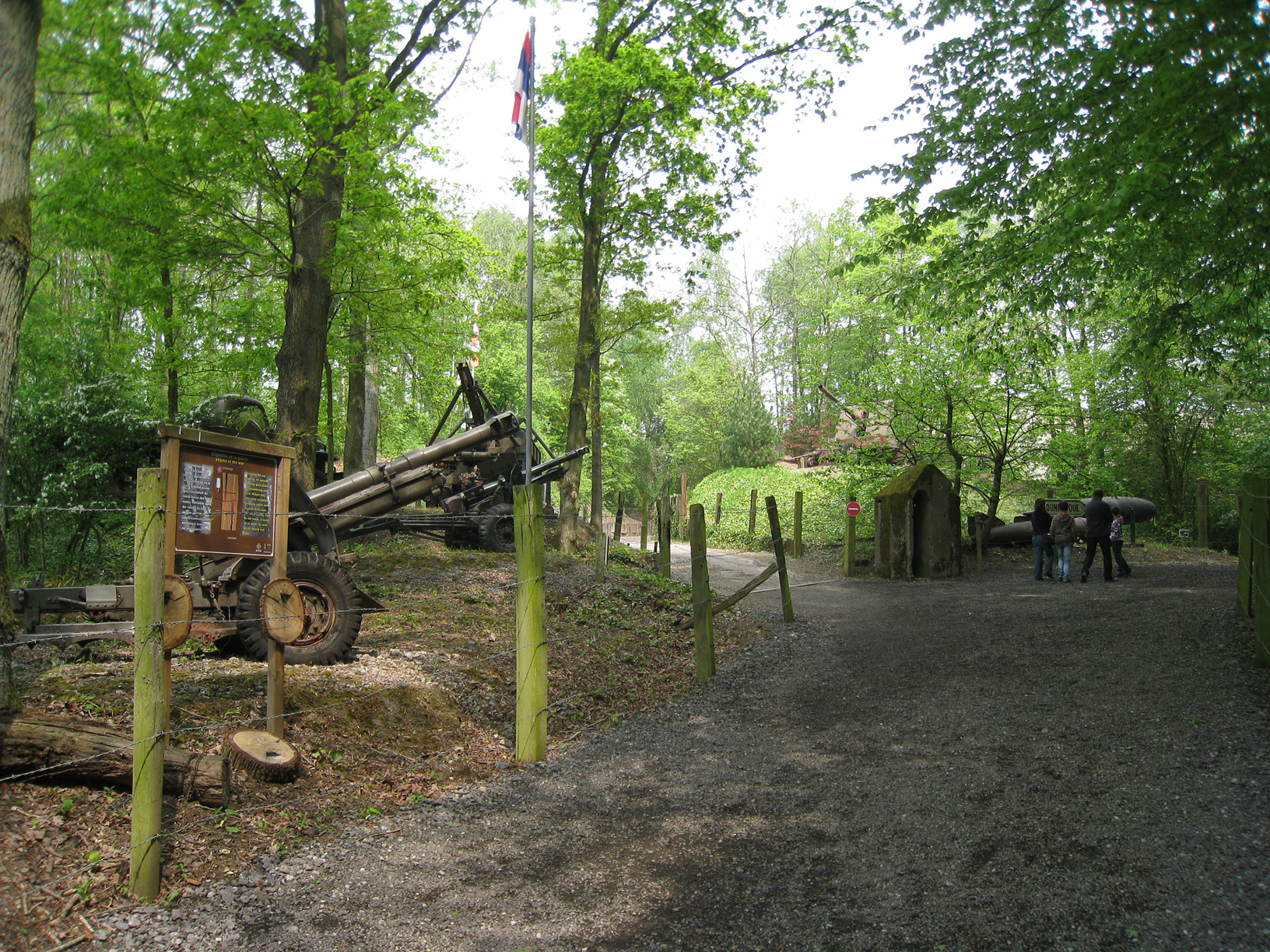
Exponáty válečné vojenské techniky v lese kolem bunkru

Bunkr byl 20. června 1951 znovu prozkoumán anglo-francouzskou komisí, která měla zjistit, zda je možné jej znovu využít pro vojenské účely. Zástupce britského vojenského atašé major W. C. Morgan oznámil řediteli vojenské zpravodajské služby na ministerstvu války, že hlavní část bunkru nebyla bombardováním výrazně poškozena a že ačkoli je zatopena, pokud by byla opravena a odvodněna, „mohla by být rychle připravena k instalaci zařízení pro zkapalňování kyslíku nebo k jakémukoli jinému účelu, který vyžaduje velkou a prakticky bombám odolnou budovu.“
Bunkr nebyl dále vojensky využíván a pozemek, na němž stojí, se vrátil do soukromého vlastnictví. Po mnoho let zůstal opuštěný, než se majitelé rozhodli místo přestavět. V roce 1973 byl bunkr poprvé zpřístupněn veřejnosti pod názvem Le Blockhaus d'Éperlecques. Od poloviny 80. let 20. století se stal vlastníkem Hubert de Mégille a 3. září 1986 francouzský stát bunkr prohlásil za památku, monument historique. Okolí bunkru bylo znovu zalesněno, ačkoli je stále silně poznamenáno krátery po bombách, a podél cest kolem areálu jsou vystaveny různé předměty vojenské techniky z druhé světové války (včetně střely V-1 na odpalovací rampě). K bunkru a kolem něj vede stezka pod širým nebem, na jejímž různých místech jsou umístěny tabule, které popisují historii místa a německého raketového programu.